# زوفیابهادر
زوفیابهادر (نام علمی: Zofiabaatar pulcher) نام یک گونه از راسته چندتکمیزه‌ایان است.